# Viktor Sundén
Viktor Sundén, född 23 april 1902 i Överluleå församling, död 2 maj 1982 i Göteborg, var en svensk väg- och vattenbyggnadsingenjör.
Sundén utexaminerades från Chalmers tekniska högskola 1932. Han var anställd vid Statens Arbetslöshetskommission 1932–1939 och vid Väg- och vattenbyggnadsstyrelsen 1939–1945. År 1945 blev han arbetschef för Övre Norrland vid Allmänna ingenjörsbyrån i Umeå och 1947 arbetschef vid vägförvaltningen i Norrbottens län. Från 1958 och fram till sin pensionering var han konsulterande ingenjör vid Allmänna ingenjörsbyrån (AIB) i Göteborg.
Viktor Sundén var son till postmästaren Gustaf Sundén i Boden och Betty, född Krook. Han var gift och hade en son.